# Yari Montella
Yari Montella (* 5. Januar 2000 in Oliveto Citra) ist ein italienischer Motorradrennfahrer, welcher in der Moto2-Klasse der Motorrad-Weltmeisterschaft startet.

## Karriere
2018 fuhr Montella zwei Moto3-WM-Läufe; einmal als Wildcard-Starter, einmal als Ersatzfahrer.
2020 startete der Italiener auf Speed Up in der FIM CEV Moto2-Europameisterschaft und wurde Gesamtsieger.
In der Saison 2021 tritt Montella in der Moto2-Klasse der Weltmeisterschaft für das Speed Up-Werksteam an der Seite des Spaniers Jorge Navarro an.

## Statistik

### Erfolge
- 2020 – FIM CEV Moto2-Europameister

### In der FIM-CEV-Moto3-Junioren-Weltmeisterschaft
| Saison | Team                | Hersteller | Rennen | Siege | Zweiter | Dritter | Poles | Schn. Runden | Punkte | Ergebnis |
| ------ | ------------------- | ---------- | ------ | ----- | ------- | ------- | ----- | ------------ | ------ | -------- |
| 2018   | SIC58 Squadra Corse | Honda      | 12     | –     | –       | –       | –     | –            | 34     | 17.      |
| Gesamt | Gesamt              | Gesamt     | 12     | 0     | 0       | 0       | 0     | 0            | 34     |          |

### In der FIM-CEV-Moto2-Europameisterschaft
| Saison | Team                   | Hersteller | Rennen | Siege | Zweiter | Dritter | Poles | Schn. Runden | Punkte | Ergebnis |
| ------ | ---------------------- | ---------- | ------ | ----- | ------- | ------- | ----- | ------------ | ------ | -------- |
| 2019   | Team Ciatti            | Speed Up   | 10     | –     | –       | 2       | –     | –            | 77     | 6.       |
| 2020   | Team Ciatti - Speed Up | Speed Up   | 11     | 8     | 2       | –       | 3     | 5            | 240    | Meister  |
| Gesamt | Gesamt                 | Gesamt     | 21     | 8     | 2       | 2       | 3     | 5            | 317    |          |

### In der Motorrad-Weltmeisterschaft
| Saison | Klasse | Team                   | Motorrad   | Rennen | Siege | Zweiter | Dritter | Poles | schn. Rennrunden | Punkte | Ergebnis |
| ------ | ------ | ---------------------- | ---------- | ------ | ----- | ------- | ------- | ----- | ---------------- | ------ | -------- |
| 2018   | Moto3  | SIC58 Squadra Corse    | Honda      | 2      | –     | –       | –       | –     | –                | 0      | 37.      |
| 2021   | Moto2  | Lightech Speed Up Team | Boscoscuro | 6      | –     | –       | –       | –     | –                | 0      | 34.      |
| Gesamt | Gesamt | Gesamt                 | Gesamt     | 8      | 0     | 0       | 0       | 0     | 0                | 0      |          |

Einzelergebnisse in der Motorrad-Weltmeisterschaft
| Saison | 1     | 2           | 3         | 4       | 5          | 6       | 7          | 8           | 9           | 10         | 11         | 12                     | 13         | 14         | 15        | 16             | 17         | 18       | 19       |
| ------ | ----- | ----------- | --------- | ------- | ---------- | ------- | ---------- | ----------- | ----------- | ---------- | ---------- | ---------------------- | ---------- | ---------- | --------- | -------------- | ---------- | -------- | -------- |
| 2018   | Katar | Argentinien | USA-Texas | Spanien | Frankreich | Italien | Katalonien | Niederlande | Deutschland | Tschechien | Osterreich | Vereinigtes Konigreich | San Marino | Aragonien  | Thailand  | Japan          | Australien | Malaysia | Valencia |
| 2018   |       |             |           |         |            |         |            |             |             |            |            |                        | 19         |            |           |                | 16         |          |          |
| 2021   | Katar | Katar       | Portugal  | Spanien | Frankreich | Italien | Katalonien | Deutschland | Niederlande | Steiermark | Osterreich | Vereinigtes Konigreich | Aragonien  | San Marino | USA-Texas | Emilia-Romagna | Portugal   | Valencia |          |
| 2021   | 20    | 18          | DNF       | 20      | WD         | INJ     | INJ        | INJ         | INJ         | 24         | DNF        |                        |            |            |           |                |            |          |          |

| Legende  | Legende            | Legende                                                          |
| Farbe    | Abkürzung          | Bedeutung                                                        |
| -------- | ------------------ | ---------------------------------------------------------------- |
| Gold     | –                  | Sieg                                                             |
| Silber   | –                  | 2. Platz                                                         |
| Bronze   | –                  | 3. Platz                                                         |
| Grün     | –                  | Platzierung in den Punkten                                       |
| Blau     | –                  | Klassifiziert außerhalb der Punkteränge                          |
| Violett  | DNF                | Rennen nicht beendet (did not finish)                            |
| Violett  | NC                 | nicht klassifiziert (not classified)                             |
| Rot      | DNQ                | nicht qualifiziert (did not qualify)                             |
| Rot      | DNPQ               | in Vorqualifikation gescheitert (did not pre-qualify)            |
| Schwarz  | DSQ                | disqualifiziert (disqualified)                                   |
| Weiß     | DNS                | nicht am Start (did not start)                                   |
| Weiß     | WD                 | zurückgezogen (withdrawn)                                        |
| Hellblau | PO                 | nur am Training teilgenommen (practiced only)                    |
| Hellblau | TD                 | Freitags-Testfahrer (test driver)                                |
| ohne     | DNP                | nicht am Training teilgenommen (did not practice)                |
| ohne     | INJ                | verletzt oder krank (injured)                                    |
| ohne     | EX                 | ausgeschlossen (excluded)                                        |
| ohne     | DNA                | nicht erschienen (did not arrive)                                |
| ohne     | C                  | Rennen abgesagt (cancelled)                                      |
| ohne     | keine WM-Teilnahme |                                                                  |
| sonstige | P/fett             | Pole-Position                                                    |
| sonstige | 1/2/3/4/5/6/7/8    | Punktplatzierung im Sprint-/Qualifikationsrennen                 |
| sonstige | SR/kursiv          | Schnellste Rennrunde                                             |
| sonstige | *                  | nicht im Ziel, aufgrund der zurückgelegten Distanz aber gewertet |
| sonstige | ()                 | Streichresultate                                                 |
| sonstige | unterstrichen      | Führender in der Gesamtwertung                                   |

### In der Supersport-Weltmeisterschaft
(Stand: 24. März 2024)
| Saison | Team                     | Motorrad              | Rennen | Siege | Zweiter | Dritter | Poles | Schn. Runden | Punkte | Ergebnis |
| ------ | ------------------------ | --------------------- | ------ | ----- | ------- | ------- | ----- | ------------ | ------ | -------- |
| 2021   | GMT94 Yamaha             | Yamaha YZF-R6         | 2      | –     | –       | –       | –     | –            | 16     | 23.      |
| 2022   | Kawasaki Puccetti Racing | Kawasaki Ninja ZX-6 R | 24     | 1     | –       | –       | –     | –            | 171    | 7.       |
| 2023   | Barni Spark Racing Team  | Ducati Panigale V2    | 20     | –     | 1       | 4       | –     | 1            | 145    | 9.       |
| 2024   | Barni Spark Racing Team  | Ducati Panigale V2    | 4      | 2     | –       | –       | –     | 1            | 76     | 1.       |
| Gesamt | Gesamt                   | Gesamt                | 50     | 3     | 1       | 4       | 0     | 2            | 406    |          |